# Дзерняково
Дзерняково (пол. Dzierniakowo) — село в Польщі, у гміні Ґрудек Білостоцького повіту Підляського воєводства.
Населення — 33 особи (2011).
У 1975-1998 роках село належало до Білостоцького воєводства.

## Демографія
Демографічна структура станом на 31 березня 2011 року:
|          | Загалом | Допрацездатний вік | Працездатний вік | Постпрацездатний вік |
| -------- | ------- | ------------------ | ---------------- | -------------------- |
| Чоловіки | 14      | 2                  | 5                | 7                    |
| Жінки    | 19      | 2                  | 4                | 13                   |
| Разом    | 33      | 4                  | 9                | 20                   |